# Thiruvattar
Thiruvattar es una ciudad y nagar Panchayat situada en el distrito de Kanyakumari en el estado de Tamil Nadu (India). Su población es de 18985 habitantes (2011). Se encuentra a 44 km de Thiruvananthapuram y a 69 km de Tirunelveli. 

## Demografía
Según el censo de 2011 la población de Thiruvattar era de 18985 habitantes, de los cuales 9454 eran hombres y 9531 eran mujeres. Thiruvattar tiene una tasa media de alfabetización del 90,20%, superior a la media estatal del 80,09%: la alfabetización masculina es del 92,18%, y la alfabetización femenina del 88,25%.